# Episodi di Praxis Bülowbogen (quinta stagione)
La quinta stagione della serie televisiva Praxis Bülowbogen è stata trasmessa in anteprima in Germania dalla Das Erste nel corso del 1995.
| nº | Titolo originale         | Titolo italiano | Prima TV Germania | Prima TV Italia |
| -- | ------------------------ | --------------- | ----------------- | --------------- |
| 1  | Niemand                  | inedito         | 1995              | inedito         |
| 2  | Swetlana                 | inedito         | 1995              | inedito         |
| 3  | Hart auf hart            | inedito         | 1995              | inedito         |
| 4  | Fuzzis gute Tat          | inedito         | 1995              | inedito         |
| 5  | Tango                    | inedito         | 1995              | inedito         |
| 6  | Der Hauptgewinn          | inedito         | 1995              | inedito         |
| 7  | Crash-Kids               | inedito         | 1995              | inedito         |
| 8  | Alles brave Bürger hier  | inedito         | 1995              | inedito         |
| 9  | Doppeltes Pensum         | inedito         | 1995              | inedito         |
| 10 | Ich hasse mich           | inedito         | 1995              | inedito         |
| 11 | Ein Herr vom Ministerium | inedito         | 1995              | inedito         |
| 12 | Fragen ans Leben         | inedito         | 1995              | inedito         |
| 13 | Jede Menge Kohle         | inedito         | 1995              | inedito         |